# Бесаріон Гочашвілі
Бесаріон Гочашвілі (груз. ბესიკ გუჩაშვილი; нар. 6 лютого 1983, Тбілісі, Грузинська РСР) — грузинський борець вільного стилю, бронзовий та дворазовий призер чемпіонатів Європи, учасник Олімпійських ігор.

## Біографія
Боротьбою займається з 1990 року. Був другим на світовій юніорській першості 2001 року, другим на європейській юніорській першості 2002 року, срібний призер чемпіонату Європи серед кадетів 2000 року.

## Спортивні результати на міжнародних змаганнях

### Виступи на Олімпіадах
| Змагання                    | Збірна | Вагова категорія          | Місце |
| --------------------------- | ------ | ------------------------- | ----- |
| Літні Олімпійські ігри 2008 | Грузія | вільна боротьба, до 55 кг | 8     |

### Виступи на Чемпіонатах світу
| Змагання                        | Збірна | Вагова категорія          | Місце |
| ------------------------------- | ------ | ------------------------- | ----- |
| Чемпіонат світу з боротьби 2002 | Грузія | вільна боротьба, до 55 кг | 20    |
| Чемпіонат світу з боротьби 2003 | Грузія | вільна боротьба, до 55 кг | 18    |
| Чемпіонат світу з боротьби 2006 | Грузія | вільна боротьба, до 55 кг | 28    |
| Чемпіонат світу з боротьби 2009 | Грузія | вільна боротьба, до 55 кг | 23    |
| Чемпіонат світу з боротьби 2010 | Грузія | вільна боротьба, до 55 кг | 14    |

### Виступи на Чемпіонатах Європи
| Змагання                         | Збірна | Вагова категорія          | Місце  |
| -------------------------------- | ------ | ------------------------- | ------ |
| Чемпіонат Європи з боротьби 2002 | Грузія | вільна боротьба, до 55 кг | 7      |
| Чемпіонат Європи з боротьби 2003 | Грузія | вільна боротьба, до 55 кг | 11     |
| Чемпіонат Європи з боротьби 2004 | Грузія | вільна боротьба, до 55 кг | 6      |
| Чемпіонат Європи з боротьби 2005 | Грузія | вільна боротьба, до 55 кг | Бронза |
| Чемпіонат Європи з боротьби 2006 | Грузія | вільна боротьба, до 55 кг | 10     |
| Чемпіонат Європи з боротьби 2007 | Грузія | вільна боротьба, до 55 кг | 5      |
| Чемпіонат Європи з боротьби 2008 | Грузія | вільна боротьба, до 55 кг | 15     |
| Чемпіонат Європи з боротьби 2009 | Грузія | вільна боротьба, до 55 кг | Срібло |
| Чемпіонат Європи з боротьби 2012 | Грузія | вільна боротьба, до 55 кг | Срібло |

### Виступи на Кубках світу
| Змагання                    | Збірна | Вагова категорія          | Місце |
| --------------------------- | ------ | ------------------------- | ----- |
| Кубок світу з боротьби 2011 | Грузія | вільна боротьба, до 55 кг | 9     |

### Виступи на інших змаганнях
| Змагання                                                         | Збірна | Вагова категорія          | Місце  |
| ---------------------------------------------------------------- | ------ | ------------------------- | ------ |
| Олімпійський кваліфікаційний турнір з боротьби 2004 (Братислава) | Грузія | вільна боротьба, до 55 кг | 13     |
| Олімпійський кваліфікаційний турнір з боротьби 2008 (Варшава)    | Грузія | вільна боротьба, до 55 кг | Срібло |
| Золотий Гран-прі з боротьби 2010 (Тбілісі)                       | Грузія | вільна боротьба, до 55 кг | 5      |
| Золотий Гран-прі з боротьби 2010 (Баку)                          | Грузія | вільна боротьба, до 55 кг | Бронза |
| Турнір Г. Картозія і В. Балавадзе 2011                           | Грузія | вільна боротьба, до 55 кг | 13     |
| Київський Міжнародний турнір з боротьби 2012                     | Грузія | вільна боротьба, до 55 кг | 12     |
| Гран-прі «Харі Рам» 2012                                         | Грузія | вільна боротьба, до 55 кг | Золото |

### Виступи на змаганнях молодших вікових груп
| Змагання                                       | Збірна | Вагова категорія          | Місце  |
| ---------------------------------------------- | ------ | ------------------------- | ------ |
| Чемпіонат Європи з боротьби серед юніорів 1999 | Грузія | вільна боротьба, до 50 кг | 9      |
| Чемпіонат світу з боротьби серед юніорів 2001  | Грузія | вільна боротьба, до 54 кг | Срібло |
| Чемпіонат Європи з боротьби серед юніорів 2002 | Грузія | вільна боротьба, до 54 кг | Срібло |
| Світові молодіжні ігри серед кадетів 1998      | Грузія | вільна боротьба, до 48 кг | 5      |
| Чемпіонат світу з боротьби серед кадетів 1999  | Грузія | вільна боротьба, до 50 кг | 9      |
| Чемпіонат Європи з боротьби серед кадетів 2000 | Грузія | вільна боротьба, до 54 кг | Срібло |